# Diplostix demeyeri
Diplostix demeyeri är en skalbaggsart som beskrevs av Vienna 2007. Diplostix demeyeri ingår i släktet Diplostix och familjen stumpbaggar. Inga underarter finns listade i Catalogue of Life.